# Copaifera officinalis
La copaiba, Copaifera officinalis, también llamada en Puerto Rico, Bolivia, Colombia y Venezuela palo de aceite, es una especie fanerógama perteneciente a la familia de las fabáceas.

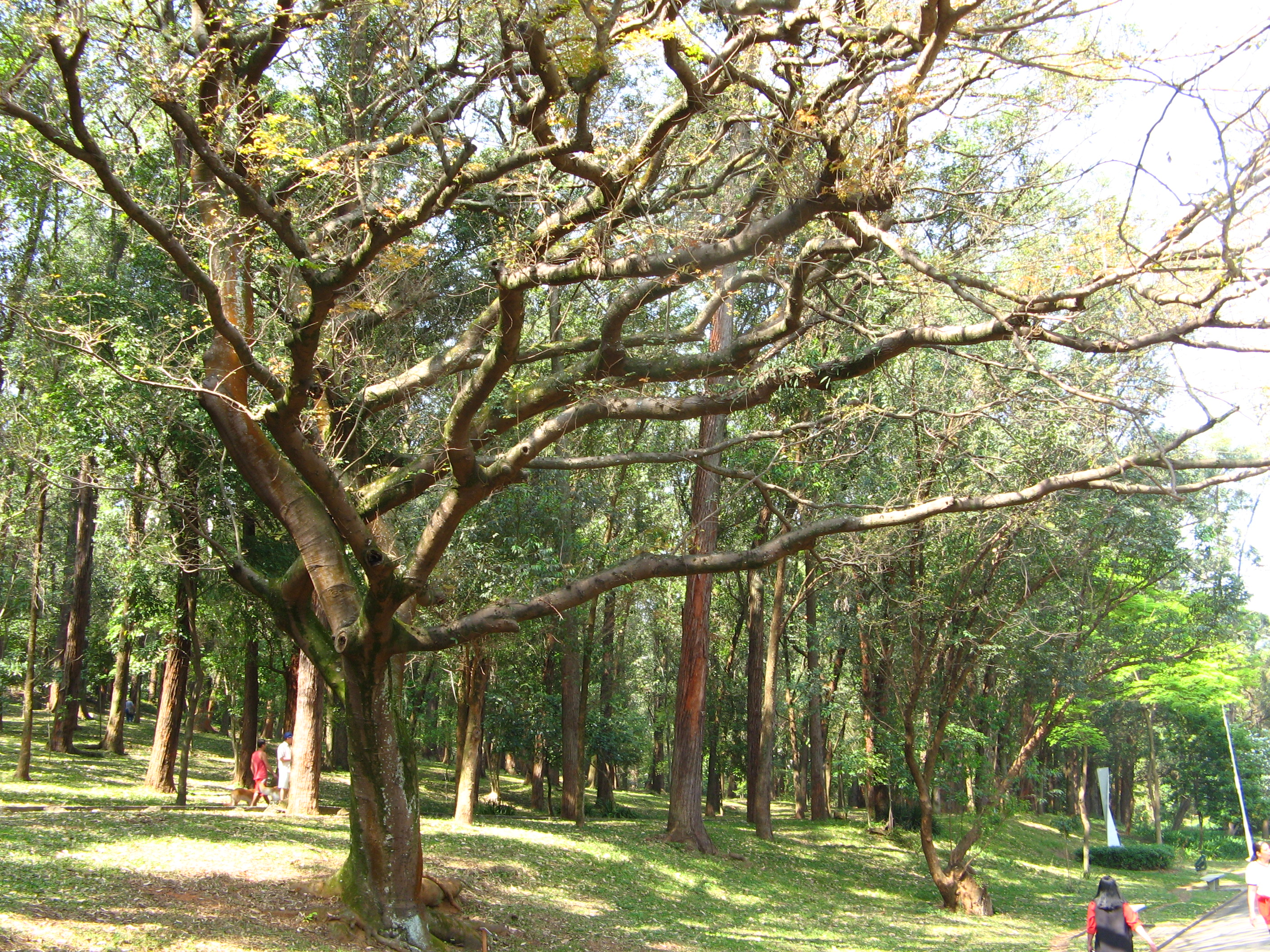
Fotografía del árbol.

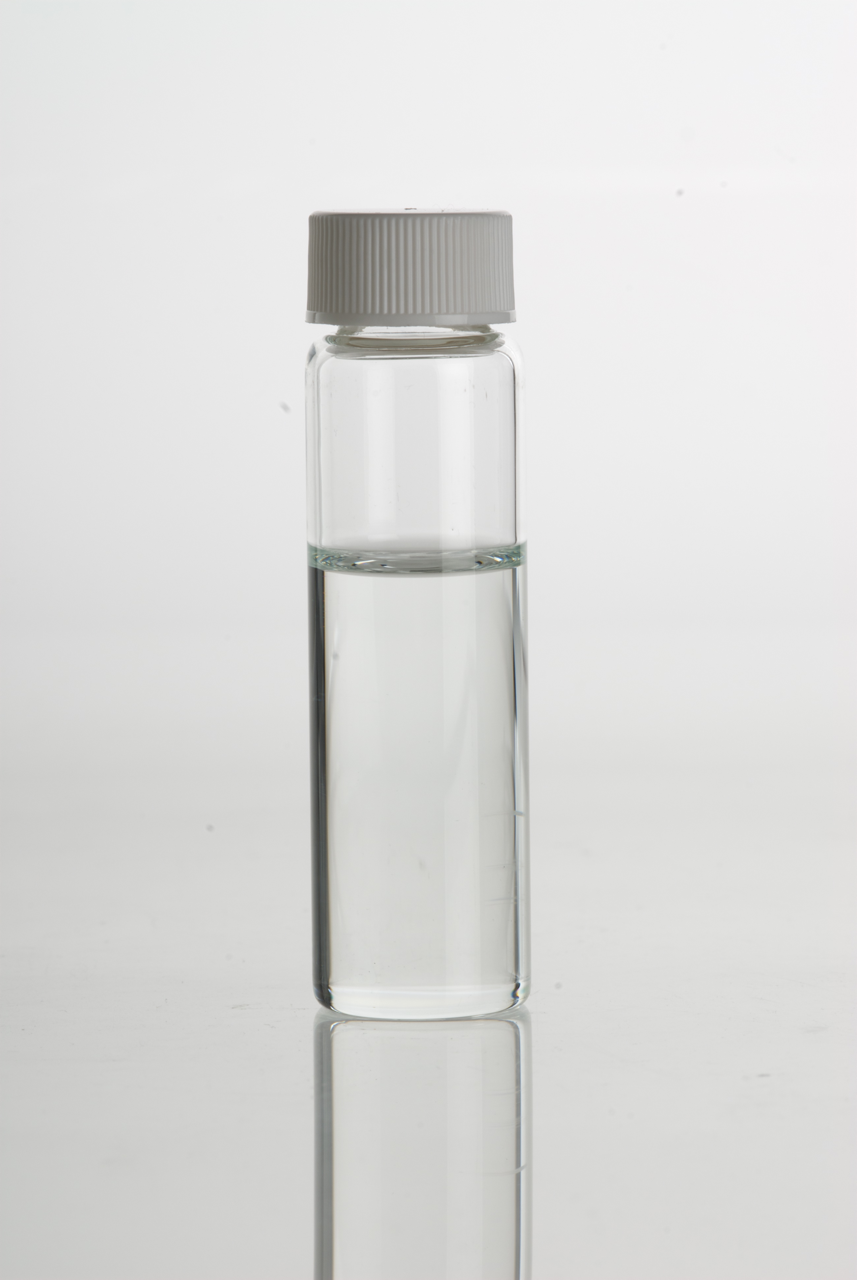
Aceite esencial.

## Distribución
Es natural de la cuenca del Amazonas; se encuentra en Brasil, Bolivia, Colombia, Perú y Venezuela.

## Descripción
Es un árbol que alcanza los 20 metros de altura con tronco de 50 cm de diámetro y poco ramificado. Sus hojas son de color verde y pinnadas a pares, presentan un par de foliolos en C.officinalis y dos o tres en C. pubiflora. Las flores son de color blanco que se agrupan en racimos terminales. El fruto es una legumbre con una sola semilla.

## Usos
Biodiésel
Produce una gran cantidad de hidrocarburos de su madera y hojas. Un árbol puede producir de 30 a 53 litros de hidrocarburos por año, en masa que producen 10.000 - 12.000 litros / hectárea / año, que es increíblemente alta.  El compuesto principal en el aceite es de copaiba, una oleorresina que es útil en la producción de productos derivados del petróleo, tales como lacas y puede ser utilizado como biodiésel. El árbol es también la principal fuente de copaeno, otro terpeno.
Madera
La madera se puede quemar como leña o usada en carpintería.
Polen colector
Las abejas utilizan el árbol para la recolección de polen.
Medicinales
- El aceite esencial es laxante, diurético y estimulante.
- Utilizado para el tratamiento de procesos inflamatorios, hemorroides, cistitis y diarreas crónicas.
- Por su efecto balsámico se usa contra catarros y bronquitis.
- Si se toman grandes dosis es irritante.

## Taxonomía
Copaifera officinalis fue descrita por (Jacq.) Carlos Linneo y publicado en Species Plantarum, Editio Secunda 1: 557. 1762.
Sinonimia
- Copaiva officinalis Jacq. 1760
- Copaifera reticulata
- Copaifera langsdorfii
- Copaifera canime
- Copaifera pubiflora

## Nombres comunes
Se los conoce popularmente por tacamaca, copaiba, cabima, aceite de palo, árbol del aceite, copai o copaibí.